# Vuelo 91 de Mandala Airlines
El 5 de septiembre de 2005 (10:06 a. m. UTC+7), el vuelo 091 de Mandala Airlines se estrelló en una zona residencial densamente poblada a los pocos segundos de su despegue desde el Aeropuerto Internacional Polonia en Medan, Indonesia.
Docenas de casas y autos fueron destruidos, y se informó que al menos 49 personas perecieron en el aterrizaje forzoso. Posteriormente se informó que al menos 17 personas sobrevivieron al accidente, con 100 muertos en el avión, incluyendo 3 bebés. La mayoría de los supervivientes se habían sentado en la parte trasera del avión, aunque algunos murieron posteriormente debido a sus heridas. La mayoría de los fallecidos eran de nacionalidad indonesia, aunque se informó de la muerte de al menos un ciudadano malayo, Ti Teow Chuan de Sabah. Rizal Nurdin, el gobernador del Norte de Sumatra, y Raja Inal Siregar, su predecesor en el mismo cargo, se encontraron entre los fallecidos.

## Supervivientes
El pasajero Rohadi Sitepu contó a Metro Television desde el hospital que él y cinco otras personas sentadas en la parte trasera del avión, en la fila 20, sobrevivieron todas. "Hubo un sonido de una explosión en el frente y apareció fuego y entonces el avión cayó". Rohadi dijo que él escapó de los restos en llamas saltando a través del fuselaje destrozado y escapando cuando cuatro grandes explosiones se escucharon detrás de él.
Otro superviviente, Freddy Ismail, comentó a Radio El Shinta desde su cama del hospital, que el avión parecía tener dificultades mecánicas después del despegue. "Después del despegue, el ruido del motor aumentó mucho de repente y el avión comenzó a sacudirse fuertemente antes de caer de repente".

## Aeronave

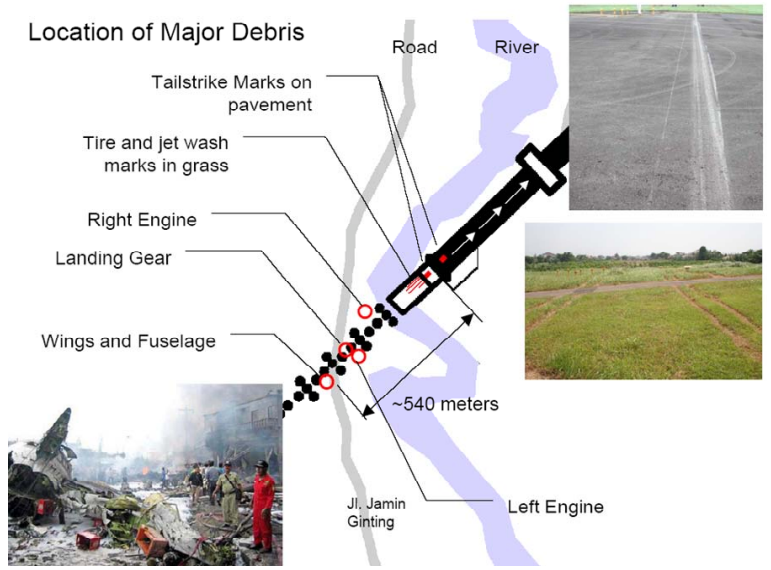
Ruta del vuelo 91 de Mandala Airlines durante el accidente

El avión, matrícula PK-RIM, fue construido en 1981 y antiguamente perteneció a Lufthansa donde fue registrado como D-ABHK "Bayreuth". El avión había pasado controles de seguridad intensivos en junio de ese mismo año y se estimaba que su vida útil llegaba al menos hasta el 2013. Tenía 24 años y 2 meses al momento del accidente.
Mandala Airlines fue fundada en 1969 y es una de las líneas de bajo coste que atienden el vasto archipiélago Indonesio. Pertenece en un 90% a una fundación creada por la unidad especial Kostrad (Komando Strategis Cadangan Angkatan Darat) de las Fuerzas Armadas de Indonesia.

## Causas
La compañía informó que era demasiado pronto para conocer la causa del accidente. Las declaraciones de los testigos fueron contradictorias, con algunos afirmando que el avión subió a una altitud de 90 metros antes de comenzar a sacudirse (posiblemente indicando una entrada en pérdida) y girar a la izquierda, mientras que otros dijeron que el avión incluso fracasó en superar la iluminación de aterrizaje (no la antena ILS como se mencionó en varios medios) al final de la pista, torciendo a la derecha y estrellándose inmediatamente.
Se ha supuesto que una sobrecarga ilegal pudo ser la responsable de la incapacidad aparente del avión para elevarse, testigos informaron de un fuerte olor a fruta en el accidente . Se presentó ampliamente en los medios de comunicación que la sobrecarga fue debida a 2 o 3 toneladas de fruta durián comprada por el gobernador de Sumatra y su predecesor que viajaban en el vuelo, que llevaban como regalos a Yakarta, y que no estaban en la lista de carga del vuelo . El informe indica que los gobernadores habían sido previamente rechazados en Garuda, la aerolínea nacional, debido al exceso de peso de la altamente apreciada fruta, que estaba en temporada en Sumatra. Una investigación preliminar del accidente encontró un problema de combustible con uno de los motores del avión. Otras causas, incluyendo un fallo de motor y un error del piloto, también fueron investigadas. La 'caja negra' fue recuperada y enviada a Estados Unidos para su análisis.
El informe final oficial sobre el accidente fue publicado por el Comité Nacional de Seguridad del Transporte (NTSC) de Indonesia el 1 de enero de 2009. Según él, las causas probables del accidente fueron las siguientes: 
La aeronave despegó con una configuración de despegue inadecuada, es decir, con aletas y tablillas retraídas que causaron que la aeronave fallara [sic] para despegar.
La ejecución incorrecta del procedimiento de la lista de verificación ha llevado a que no se identifique el flap en la posición de retracción.
La bocina del sistema de advertencia de despegue de la aeronave no se escuchó en el canal CAM del CVR. Es posible que la advertencia de configuración de despegue no esté sonando.